# Lilium oxypetalum
Lilium oxypetalum ist eine Art aus der Gattung der Lilien (Lilium) in der asiatischen Sektion. Die Art wurde 1925 von Ernest Henry Wilson als Nomocharis oxypetala bezeichnet und der Gattung Nomocharis zugeordnet, nach heutigem Forschungsstand handelt es sich aber um eine Art der Gattung Lilium.

## Beschreibung
Lilium oxypetalum erreicht eine Wuchshöhe etwa 30 cm. Die Laubblätter sind linear, bis zu 6 cm lang und dicht um den Stängel verteilt.
Die Pflanze blüht im Juni mit einer oder zwei waagerecht hängenden, glockenförmigen Blüten. Die zwittrigen Blüten sind dreizählig. Die sechs gleichgestalteten spatelförmigen Blütenhüllblätter (Tepalen) haben einen spitzen Apex, sie sind etwa 5 cm lang und bis zu 3 cm breit. Die Grundfarbe der Blüten ist grünlich-purpurn oder purpurn-rosa, mit oder ohne feine Punkte. Die Antheren und die Pollen sind braun, die Filamente sind grün. Die Nektarien sind bewimpert, der Griffel ist grün und etwa 3 cm groß und die Narbe ist gelb-orange. Die Samen reifen in Samenkapseln heran.
Die Zwiebeln sind klein, und mit weißen Schuppen überzogen.

## Verbreitung
Lilium oxypetalum braucht frische kühle Plätze in Höhenlagen zwischen 3400 und 5100 m NN.
Die Art ist im Himalaya endemisch, das Verbreitungsgebiet zieht sich von der nordindischen Stadt Shimla bis in das westliche Nepal.

## Taxonomie
Lilium oxypetalum wurde 1840 von David Don als Fritillaria oxypetala in John Forbes Royle: Illustrations of the Botany and other branches of Natural History of the Himalayan Mountains Band 1, Seite 388 erstbeschrieben. Die Art wurde 1874 von John Gilbert Baker in Journal of the Linnean Society. Botany Band 14, Seite 234 als Lilium oxypetalum (D.Don) Baker in die Gattung Lilium gestellt. Ein Synonym ist Nomocharis oxypetala (D.Don) E.H.Wilson.